# Jean-Paul Boyer (réalisateur)
Pour les articles homonymes, voir Jean-Paul Boyer et Boyer.
Ne doit pas être confondu avec Jean Boyer.
Jean-Paul Boyer (1921-1974) est un restaurateur de films et réalisateur français.

## Biographie

### Débuts
Fils de Scipion Boyer, riziculteur en Camargue devenu confiseur d'olives mais aussi exploitant d'une petite salle Pathé et projectionniste ambulant à partir de 1919, Jean-Paul Boyer naît à Redessan le 6 janvier 1921. Il fait ses études secondaires au collège Saint-Stanislas, mais il passionne plutôt pour la physique. Grâce à ses lectures, il confectionne des projecteurs et caméras avec un matériel de fortune (carton, bois, pièces mécaniques). En 1938, il installe un premier laboratoire dans une remise et travaille avec quelques amis sur l'animation en relief. Voulant prendre la suite de son père, il constitue sa propre collection de films.

### À Paris
Il s'installe à Paris en 1945. Ayant déposé en 1948 à l'Office national de la propriété industrielle une méthode permettant de réaliser un dessins animé en quatre semaines seulement, il réussit aussi à obtenir un relief sur des films en 2D, comme le Napoléon d'Abel Gance, projeté en la présence de ce dernier à la Cinémathèque française. Il est alors présenté à André Debrie, qui l'embauche dans un laboratoire de chromatique qui innove dans le format écran large. Ayant trouvé un système de dessin animé en relief, il le présente au Gaumont Palace et au Paramount. Debrie, séduit par le jeune homme, le promeut chef de centre en 1954 et le pousse alors à développer de nouvelles optiques et de nouveaux éclairages.
Il réalise en parallèle un certain nombre de dessins animés ou de courts-métrages d'animation ; notamment Insomnies en 1956, qui se trouve être le premier animé en couleurs et en relief. Mais ayant impressionné Henri Langlois par son savoir-faire après avoir restauré avec succès le Panorama de la place Saint-Marc pris d'un bateau (1896), il est chargé de tirer les négatifs des films des frères Lumière sur un support plus adapté aux contraintes de l'époque ; il réussit à inventer une machine qui reproduit les imagines sans les endommager et avec une grande netteté. Sa méthode, jugée révolutionnaire car mettant particulièrement en valeur la maîtrise technique des Lumière, est exposée dans plusieurs festivals.

### Laboratoires et dernières années
En 1951, il fonde à Nîmes l'Atelier du dessin animé. Revenu à Redessan et épaulé par sa femme Laure, il inaugure en 1959 ses Laboratoires cinématographiques, dotés de quatorze machines, dans le moulin à huile familial. Pour Bernard Bastide et Jacques-Olivier Durand, la commune devient ainsi la « capitale mondiale de la restauration de films » : elle attire des producteurs français jusqu'au musée d'Art moderne de New York en passant par les cinémathèques de nombreux pays. Surtout, la Cinémathèque française y installe en 1960 un blockhaus, où une attention particulière est accordée, entre 1964 et 1966, aux premiers Lumière. Mais Langlois demande aussi à Boyer de contretyper illégalement des copies prêtées. Il consent aussi à couvrir la détention illicite de 20 000 boîtes de films, pour éviter aux contrôles du Centre national du cinéma.
En 1971, il invente encore un dérouleur pour le Majestic de Nîmes.
Il meurt d'une maladie le 16 avril 1974, dans sa commune de naissance.

## Postérité
Les Laboratoires sont repris par sa veuve, jusqu'en 1983. La ville de Nîmes, projetant la construction d'un musée qui ne verra pas le jour, rachète alors en 1986 les machines par l'entremise de l'adjoint Bernard Durand. La collection est entreposée au musée du Vieux Nîmes, mais en 2007, 43 des 53 pièces avaient disparu, à cause de la démolition du hangar de stockage de la ville (selon la conservatrice Martine Nougarède), ou bien des inondations de 1988.

### L'Association Jean-Paul-Boyer
En 2015, l'Association Jean-Paul-Boyer (sous-titrée « Culture et Cinéma ») voit le jour à Redessan pour perpétuer sa mémoire, à l'initiative d'Aurélien Colson et de Benoit Baillet, et avec le soutien de sa fille, Marie-Laure Boyer. Elle organise notamment chaque année, depuis sa fondation, un Festival de cinéma argentique en plein air. La spécificité du festival est de projeter uniquement des pellicules argentiques 35 mm ; la programmation est choisie par les adhérents de l'association. En 2021, le 7e festival comprend également une exposition marquant le centenaire de la naissance de Boyer et suscite l'intérêt de la presse nationale,. En 2022, le 8e festival rassemble 1.700 participants ; la soirée d'ouverture résulte d'un partenariat avec Gaumont. 